# Stazione di Bari Lamasinata
Bari Lamasinata è uno scalo di smistamento del nodo ferroviario di Bari da cui viene gestito il Sistema di Comando e Controllo di parte delle linee adriatiche.
Da aprile 2020 è previsto un servizio di trasporto ferroviario merci che collega lo scalo con l'interporto di Padova.